# 横浜エクセレンス
横浜エクセレンス（よこはまエクセレンス、英: Yokohama Excellence）は、神奈川県横浜市をホームタウンとするプロバスケットボールチーム。運営法人は株式会社横浜エクセレンス。2012年に東京エクセレンスとして創設され、現在はB2リーグ東地区に所属している。

## 概要
チーム名は、「Strive for Excellence」という意思のもと、常に自己向上の努力を惜しまない思いを込めている。チームカラーは、グリーンとオレンジ。グリーンは元気で自然なイメージ、オレンジは情熱を表現。またチームロゴは、人と人がクロスする、笑顔が“交わる”といった“クロス”をイメージ。ホームタウンである「TOKYO」と 「EXCELLENCE」が立体的に交わるようなデザインになっている。また、右上にあるボールは、エクセレンスの魂をイメージしている。
2021-22シーズンより、ホームタウン移転（後述）に合わせてクラブロゴを、横浜発祥の「ガス灯」をモチーフとしたものに変更。合わせてクラブスローガン「LIGHT UP FOR EXCELLENCE!」を新たに制定した。

### ユニフォームスポンサー （2025-26シーズン）
- サプライヤー：ペナルティ
- 前面：オーシャンズスター（左肩）、ブロックバリュー（中央）
- 背面：リアルホールディングス（背番号上部）、No.ホールディングス（選手名下部）
- パンツ：横浜市（右前腰部）、TH弁護士法人（右前太もも上）、銀座鮨あらい（右前太もも中央）、加藤製作所（右前太もも下）、TAKUBOグループ（左前上）、エージェント・インシュアランス・グループ（左前中央）、三菱地所（左前下）、横浜武道館（左後ろ）

### 歴代ユニフォーム
| HOME      | HOME      | HOME      | HOME      | HOME      |
| --------- | --------- | --------- | --------- | --------- |
| 2017 - 18 | 2018 - 19 | 2019 - 20 | 2020 - 21 | 2021 - 22 |
| 2022 - 23 | 2023 - 24 | 2024 - 25 | 2025 - 26 |           |
|           |           |           |           |           |

| AWAY      | AWAY      | AWAY      | AWAY      | AWAY      |
| --------- | --------- | --------- | --------- | --------- |
| 2017 - 18 | 2018 - 19 | 2019 - 20 | 2020 - 21 | 2021 - 22 |
| 2022 - 23 | 2023 - 24 | 2024 - 25 | 2025 - 26 |           |
|           |           |           |           |           |

| 2017 - 18 日本分析DAY | 2018 - 19 イエロー ユニフォーム | 2024 - 25 3rd |
|                       |                                 |               |

### マスコット
- ピック & ロール

２人組。ピックが背番号45、ロールが背番号80。2023年1月から活動開始。
- tex（テックス）

2017年2月18日にお披露目された。愛称は、ユニフォーム背面の東京エクセレンスの略称「TEX」を、ホームゲームMCが「テックス」と勘違いしたことがきっかけで命名された。2019年9月に活動停止。

### 開催アリーナ

#### 東京エクセレンス
| 年度    | 参加 クラス | ホーム ゲーム数 | 小豆沢 | その他                          |
| 2016-17 | B2          | 30              | 24     | 立川泉4 墨田2                   |
| 2017-18 | B3          | 32              | 20     | 東板橋8 石神井体2 水戸2         |
| 2018-19 | B3          | 30              | 22     | 東板橋2 石神井SC2 北本2 東村山2 |
| 2019-20 | B2          | 23(30)          | 21(28) | 立川立飛2                       |
| 2020-21 | B3          | 20              | 18     | 八王子2                         |

#### 横浜エクセレンス
| 年度    | 参加 クラス | ホーム ゲーム数 | 横浜 武道館 | 小豆沢 | その他        | プレーオフ  |
| 2021-22 | B3          | 24(28)          | 12(16)      | 8      | 平塚2 横須賀2 |             |
| 2022-23 | B3          | 26              | 18          | 4      | 座間2 平塚2   | 横浜武道館3 |
| 2023-24 | B3          | 26              | 24          | 2      |               |             |

凡例
小豆沢-板橋区立小豆沢体育館：東京都板橋区
横浜武道館：横浜市中区
東板橋-板橋区立東板橋体育館：東京都板橋区
墨田-墨田区総合体育館：東京都墨田区
石神井-東京海上日動石神井体育館：東京都練馬区
石神井SC-東京海上日動石神井スポーツセンター：東京都練馬区
立川泉-立川市泉市民体育館：立川市
立川立飛-アリーナ立川立飛：立川市
八王子-エスフォルタアリーナ八王子(メイン)：八王子市
東村山-東村山市民スポーツセンター：東村山市
平塚-トッケイセキュリティ平塚総合体育館：平塚市
横須賀-横須賀アリーナ：横須賀市
座間-スカイアリーナ座間：座間市
水戸-青柳公園市民体育館：水戸市
北本-北本市体育センター：北本市
括弧内は開催予定だった試合数

## 歴史
母体はスポーツドクターであり北海道大学時代にインカレ出場経験を有す辻秀一の手で2002年に創設されたクラブチーム「エクセレンス」。最高成績は2004年の全日本クラブ選手権3位。エクセレンスの運営は2004年より特定非営利活動法人エミネクロス・スポーツワールド、2006年からは株式会社東京エミネクロスクラッシャーが担っている。2007年より始動した新生JBLに参入申請したが、内定に至らなかった。
2013年6月23日、ナショナル・バスケットボール・リーグ（NBL）の下部として発足されるナショナル・バスケットボール・デベロップメント・リーグ（NBDL）にNBL参入の権利が得られる準会員としての参入が決まる。
8月3日、チームの運営に当たる一般社団法人カルティベイティブ・スポーツクラブを登記完了。
東京エクセレンスは辻がゼネラルマネージャーに就任してプロチームとして活動し、エクセレンスは東京エクセレンスの下部チームとして存続する。
初代ヘッドコーチには過去にレノヴァ鹿児島を率いたマイケル・デイビッド・オルソンが就任。

### ライセンス不交付による降格
2016-17年度はB2に配置された。これは「将来的に板橋区内にB2の開催基準を充足する3000人程度規模収容のホームコート建設に向けて調査を行う」として、B2ライセンスを交付されたものだった。
しかし、2016年10月、板橋区から「短期間で調査・調整することは困難となった」として、今後のB2基準を充足する体育館の調達・調整を目指したが、そのめどが立たず、かつ、現在使用している小豆沢体育館はB2ライセンスを充足出来てないことから、2017年4月、2017-18年度のB2ライセンス不交付となることが正式に決定した。これにより2016-17シーズンの結果を待たず、翌年度からはセミプロによる3部リーグ・B3、またはそれ以下のクラスに降格することが決まった（正式には2017年6月8日の理事会において、B3降格が決定）。
同クラブの後援会は、2017年4月29日、将来的にB1昇格が可能な5000人以上収容が可能な体育館の建設を求めて署名活動を実施した。後援会長の山沢尚士は「今季（2016-17年度）のエクセレンスの主催試合はほぼ満員で、板橋区に根付いている。板橋のスポーツ文化を発展させるためにも建設に望みをつなげたい」としている。一方で板橋区は当初「将来的に3000人収容のアリーナ建設に向けて調査・調整を開始する」を掲げていたが、後に撤回された。

### 新体制の発足
2018年7月に建設機械・特装車の大手メーカーである加藤製作所が運営会社の「株式会社TE･S」の株式を全取得し、同社の子会社になる事を発表した。
2018年12月に同社の本社に専用練習場として「KATO FACTORY ARENA」が完成した。元々は工場だったが県外に大型工場を建設したことにより物置になっていた場所をバスケ専用の練習場に改築した。

### B2昇格
2019年4月9日、2023-24シーズンより東京23区内に計画されている新設アリーナを利用予定を条件にBリーグからB2ライセンスが交付された。そして4月27日にファイナルステージ1位が確定。年間1位も確定して、2019-20シーズンのB2リーグの自動昇格が確定した。

### 2度目のライセンス不交付による降格
ところが、新設される予定のアリーナが建設計画見直しとなって計画自体が白紙撤回され、B2ライセンス基準を充足するホームアリーナ確保が困難となったため、2020年3月27日、2019-20シーズンに関する分配金の停止。さらに、来季のB2への参加資格を得られなかったと発表した。

### 横浜へ移転
2021–22シーズンからホームタウンを横浜市に移転し、B2ライセンス基準を充足する中区の横浜武道館をホームアリーナとすると発表した。チーム名も横浜エクセレンスに改称されることになった。なお、横浜市内にはBリーグクラブとして横浜ビー・コルセアーズが既に存在するが、ビー・コルセアーズは（ホームアリーナの横浜国際プールが所在する）都筑区、港北区、青葉区の北部エリアをホームタウンとして活動するのに対し、エクセレンスは中区、西区を中心とする南部エリアで主に活動するという形での棲み分けを考えるとして承諾を得ることが出来た。将来的にはB1ライセンス基準を充足するアリーナとして2024年4月に開業した横浜BUNTAI（新・横浜文化体育館）への移転も構想にいれている。
2021年4月、2021-22シーズンのB2ライセンスが交付された。
2023-24シーズンは、新社長として元サッカー選手の桜井直哉が就任した。

## 成績

### 過去のリーグ戦

#### NBDL
| 年度    | レギュラーシーズン | レギュラーシーズン | レギュラーシーズン | レギュラーシーズン | レギュラーシーズン | レギュラーシーズン | レギュラーシーズン | レギュラーシーズン | 最終結果 | HC                             | 備考 |
| 年度    | 勝                 | 敗                 | 勝率               | ゲーム差           | 得点               | 失点               | 得失点差           | 順位               | 最終結果 | HC                             | 備考 |
| ------- | ------------------ | ------------------ | ------------------ | ------------------ | ------------------ | ------------------ | ------------------ | ------------------ | -------- | ------------------------------ | ---- |
| 2013-14 | 29                 | 3                  | .906               | 1.0                | 88.3               | 62.3               | +26.7              | 2位                | 優勝     | マイケル・デイビッド・オルソン |      |
| 2014-15 | 27                 | 5                  | .844               | 3.0                | 83.0               | 65.4               | +17.6              | 2位                | 優勝     | 田方慎哉                       |      |
| 2015-16 | 25                 | 11                 | .694               | 7.0                | 78.6               | 69.6               | +9.0               | 3位                | 優勝     | 田方慎哉                       |      |

## 選手とスタッフ

### 現行ロースター
| 記号説明 |                           |  |                           |
|          | チームキャプテン          |  | (C) オフコートキャプテン  |
|          | 故障者                    |  | (+) シーズン途中契約      |
|          | (S) 出場停止              |  | (帰) 帰化選手             |
|          | (ア) アジア特別枠選手     |  | (申) 帰化申請中選手（B3） |
|          | (特) 特別指定選手         |  | (留) 留学実績選手（B3）   |
|          | (育) ユース育成特別枠選手 |  | (U) U22枠選手             |

公式サイト
| - ロースター - スタッフ - スタッツ - 故障者リスト | - 選手契約登録規程 B1.B2 / B3 - FA選手リスト |

### 主な過去の所属選手
エクセレンス
- ワイス団
- 森一誠
- 金田詳徳
- 大西裕之
- 稲野辺聡
- 阿部理
- 矢田公作
- 小林高晃

東京エクセレンス
- マーカリ・サンダース・フリソン
- 石田晃章
- ジョー・ウォルフィンガー
- ライアン・ステファン